# All-Ireland Senior Football Championship 1996
L'All-Ireland Senior Football Championship 1996 fu l'edizione numero 110 del principale torneo di calcio gaelico irlandese. Meath batté in finale Mayo ottenendo la sesta vittoria della sua storia. La finale inizialmente finì in parità e per questo si rigiocò. In questo replay avvenne una delle risse più famose della storia del calcio gaelico.

## Semifinali
| Dublino 11 agosto 1996 | Mayo | 2-13 – 1-10 | Kerry | Croke Park |

| Dublino 18 agosto 1996 | Meath | 2-15 – 0-12 | Tyrone | Croke Park |

### Finale

#### Prima partita
| Dublino 15 settembre 1996 | Meath | 0-12 – 1-09 | Mayo | Croke Park (65898 spett.) |

La partita è ricordata come una grande occasione sciupata da Mayo. Era dal 1966 che una squadra del Connacht non vinceva il torneo. Le premesse erano buone in quanto, a livello tecnico, Mayo, potendo contare su un efficace sistema di passaggi corti e rapidi, era superiore a Meath che puntava sulle ripartenze e le fiammate.
Mayo dominò completamente il primo tempo e anche il secondo si aprì favorevolmente, considerato che quando mancavano 18 minuti al termine, Ray Dempsey, approfittando di un errore della difesa di Meath segnò l'unico goal della giornata, portando i rosso-verdi ad un massimo vantaggio di sei punti. Ma a questo punto o per lo spirito combattivo di Meath o per l'eccessiva sicurezza di chi era in vantaggio, cambiò il trend che portò ad un parziale di 7-1 in favore dei campioni del Leinster. La partita finì in pareggio e si andò al replay.

#### Replay
| Dublino 29 settembre 1996, ore 15:30 BST | Meath        | 2-09 – 1-11 (1-02 - 1-06) | Mayo | Croke Park (65802 spett.)\| Arbitro: \| Pat McEnaney \| |
| Arbitro:                                 | Pat McEnaney |                           |      |                                                         |

Il replay è ricordato tuttora per essere stato teatro di una delle più consistenti risse della storia della competizione e forse dello sport in generale. Scoppiò dopo appena 5 minuti di partita e durò circa mezzo minuto.
Ci fu un calcio di punizione verso la porta di Meath, nacque una mischia per impossessarsi del pallone vagante e da qui le botte. Tutti i 30 giocatori in campo furono coinvolti, tranne tre: John Madden e Kevin Cahill di Mayo e Brendan O'Reilly di Meath.
Quando tutto tornò alla normalità l'arbitro Pat McEnaney espulse Liam McHale di Mayo e Colm Coyle di Meath. Sicuramente in termini di qualità la maggiore danneggiata fu la squadra del Connacht.
Quando la partita riprese mancavano 60 minuti, che furono per lo più condotti, sia a livello di gioco che di risultato, da Mayo. La fine del primo tempo rifletté in un certo senso quanto avvenne nella prima partita. Mayo segnò un goal, portandosi in vantaggio di 7 punti, ma dopo meno di un minuto fu concesso un rigore a Meath. Trevor Giles non sbagliò e Meath ridusse il gap all'intervallo da 7 a 4 punti. Nel secondo tempo la svolta avvenne a cinque minuti dallo scadere quando Meath segnò un goal che le permise di portarsi avanti di un punto. In seguito Brendan O'Reilly portò i gialloverdi ad un massimo vantaggio di due punti, prima del punto della bandiera di Mayo.. Si concluse quindi per un punto e a vantaggio di Meath una delle più emozionanti finali della storia All-Ireland.